# Luis de Mendoza

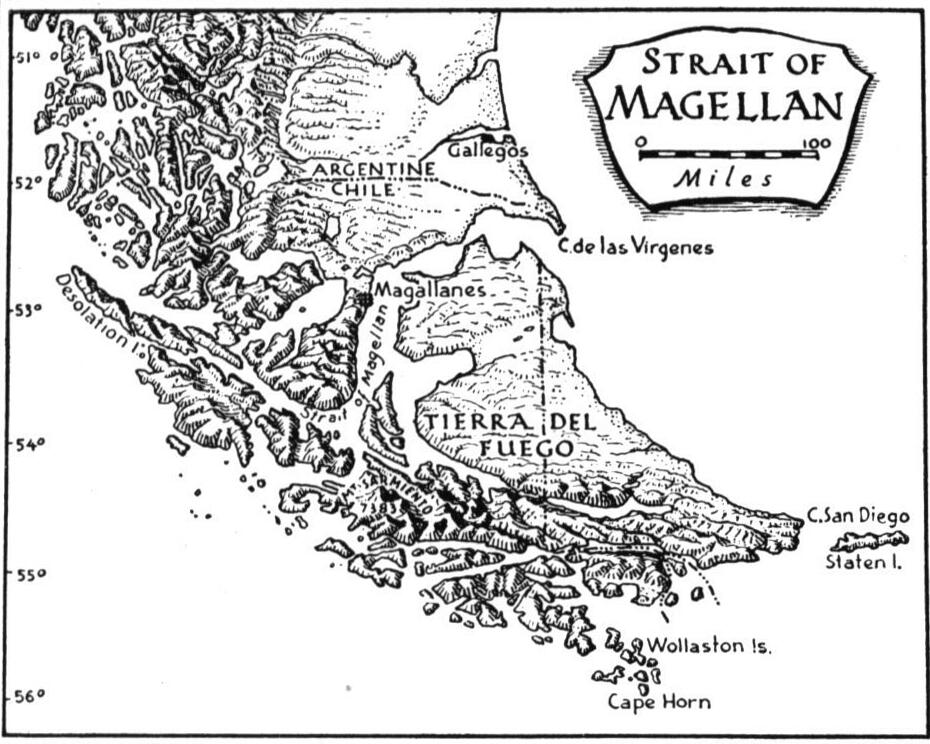
Karta över området där Mendoza dödades

Luis de Mendoza, född cirka 1480-talet, död 2 april 1520 i Magellans sund i Eldslandet, var en spansk sjöfarare och upptäcktsresande. Mendoza deltog vid den första världsomseglingen 1519-1521 under Ferdinand Magellan men dödades under ett myteri 1520.

## Biografi
Endast lite finns dokumenterat om Mendozas tidiga liv, han föddes i Kastilien. Den 30 mars 1519 utnämndes han direkt av kung Karl I av Spanien till skattmästare för expeditionen med en lön på 60 000 maravedis. Senare utsågs han även till kapten.

### Världsomseglingen
Den 10 augusti 1519 lämnade en expedition om 5 fartyg hamnen i Sevilla med Mendoza som befäl över fartyget Victoria.
Den 31 mars 1520 anlände fartygen till Puerto San Julián (i Santa Cruzprovinsen) där man skulle övervintra. Natten mellan den 1 till 2 april  utbröt ett myteri ledd av kapten Mendoza, Concepcións kapten Gaspar de Quesada och San Antonios kapten Juan de Cartagena.
Under striderna dödades Mendoza den 2 april av ett dolkstöd i halsen. Den 4 april forslades kroppen iland och fyrdelades.
I efterspelet avrättades kapten Quesada den 7 april och Cartagena strandsattes på en öde ö den 11 augusti.